# Балкове (Пологівський район)
Ба́лкове — село в Україні, у Молочанській міській громаді Пологівського району Запорізької області. Населення становить 501 осіб. До 2020 орган місцевого самоврядування - Балківська сільська рада.

## Географія
Село Балакове розташоване на лівому березі річки Бегим-Чокрак, яка через 1,5 км впадає в річку Курушан, вище за течією на відстані 0,5 км розташоване село Світле. Річка в цьому місці пересихає, на ній зроблено кілька загат.
Розташоване за 22 км на південний схід від залізничної станції Великий Токмак.

## Історія
- 1821 — дата заснування як село Фірстенвердер (Фаштовод) німцями-колоністами[1].
- До 1871 року село входило в Молочанський менонітський округ Бердянського повіту.[2]
- В 1946 у перейменовано на село  Балкове .
- 12 червня 2020 року, відповідно до Розпорядження Кабінету Міністрів України від № 713-р «Про визначення адміністративних центрів та затвердження територій територіальних громад Запорізької області», увійшло до складу Молочанської міської громади.[3]
- 19 липня 2020 року, в результаті адміністративно-територіальної реформи та ліквідації Токмацького району, селище увійшло до складу Пологівського району.[4]

## Економіка
- Аграрно-виробниче підприємство «Агросвіт», ТОВ.
- «Тополя», агрофірма(наразі не функціонує)

## Об'єкти соціальної сфери
- Школа.
- Дитячий садочок.
- Будинок культури.
- Фельдшерсько-акушерський пункт.